# Рауль Сольді
Рау́ль Со́льді (ісп. Raúl Soldi; нар. 27 березня 1905, Буенос-Айрес — пом. 21 квітня 1994, Буенос-Айрес) — аргентинський живописець.

## Біографія
Народився 27 березня 1905 року в Буенос-Айресі. Навчався в Національній академії художніх мистецтв в Буенос-Айресі та академії Брери в Мілані.
1929 року заснував «авангардистську школу» в Буенос-Айресі.
Помер в Буенос-Айресі 21 квітня 1994 року.

## Творчість
Писав портрети, пейзажі. Серед робіт:
- «Материнство»;
- «Східці»;
- «Пейзаж вілли Баллестер» (1935);
- «Румунська блузка».

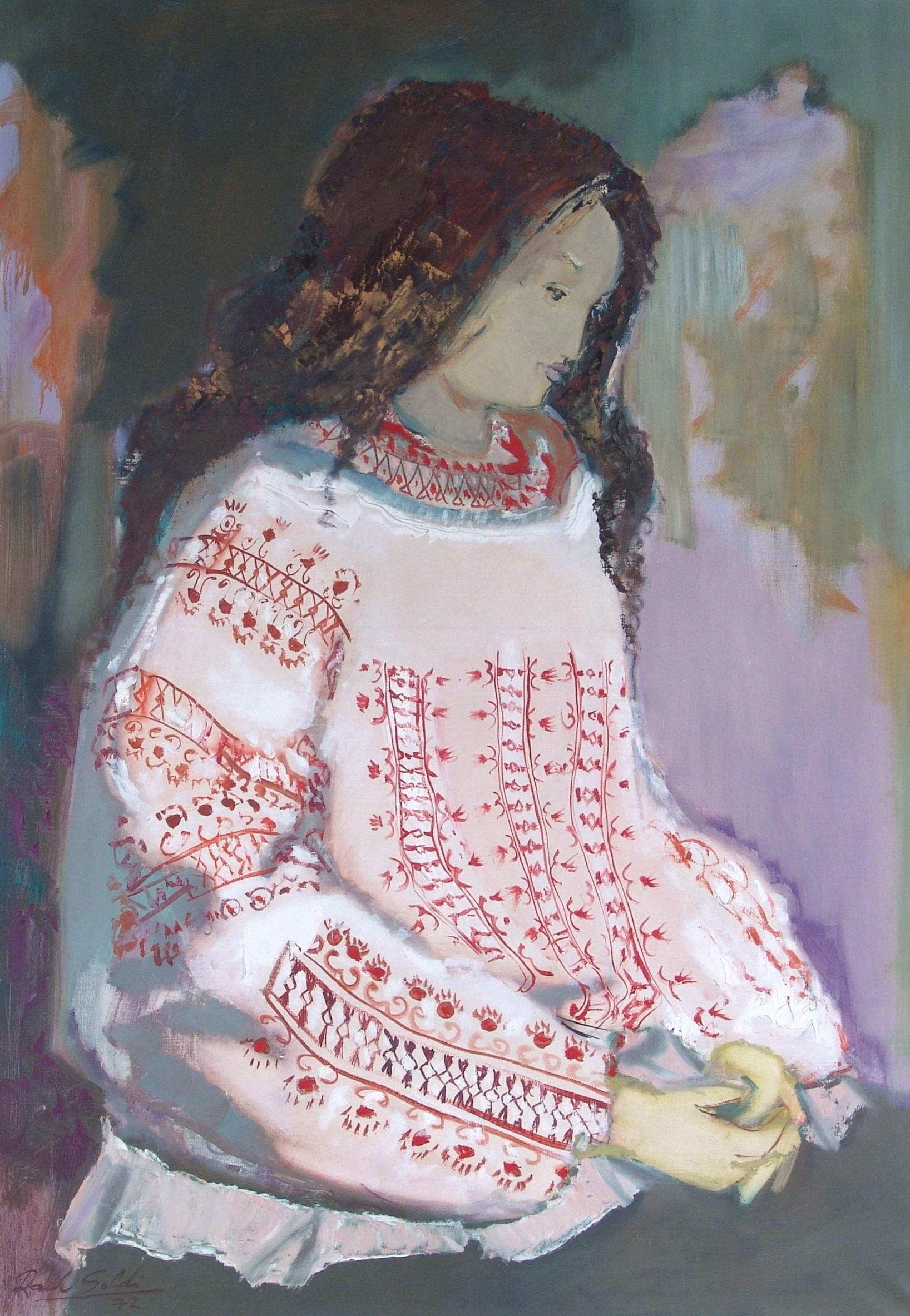
«Румунська блузка»
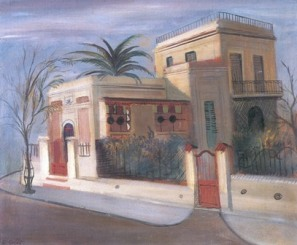
Пейзаж у Вілья-Бальєстері
Розпис купола Театру Колумба